# Saison 2007-2008 de la Jeanne d'Arc de Vichy Val d'Allier Auvergne Basket
La saison 2007-2008 de la Jeanne d'Arc de Vichy Val d'Allier Auvergne Basket   est d'une excellente facture pour une équipe promue.
En terminant cinquième à la fin des matchs aller, la JAV se qualifie pour la Semaine des As 2008. Pour sa première participation à cette compétition la JAV bat Le Mans en quarts de finale, Hyères-Toulon en demi-finale mais perd en finale contre Cholet.
Les jaunes et verts finissent septièmes et meilleure défense de la saison régulière, pour se qualifier pour la première fois de leur histoire pour les play-offs du championnat de France Pro A. Mais la JAV perd contre Nancy en quart de finale de cette phase finale et donc s’arrête à ce stade de la compétition.

## Effectif
- Entraîneur :  Jean-Louis Borg
- Assistant :  Jean-philippe Besson

| Numéro | Nom                | Né en | Taille | Nationalité      | Poste             |
| 4      | Curtis Sumpter     | 1984  | 2,01 m | États-Unis       | Intérieur         |
| 5      | Jimmal Ball        | 1978  | 1,78 m | États-Unis       | Meneur            |
| 6      | Amir El Fakarani   | 1989  | 1,99 m | France           | Ailier            |
| 7      | Zach Moss          | 1981  | 2,01 m | États-Unis       | Intérieur - Pivot |
| 8      | Rasheed Wright     | 1980  | 1,96 m | États-Unis       | Ailier            |
| 9      | William Gradit     | 1982  | 1,97 m | France           | Ailier            |
| 10     | David Melody       | 1977  | 1,84 m | France           | Arrière           |
| 11     | Alexis Rambur      | 1983  | 1,95 m | France           | Meneur - Arrière  |
| 12     | Olivier Viviès (C) | 1973  | 2,05 m | France           | Pivot             |
| 14     | Dounia Issa        | 1981  | 1,98 m | France           | Intérieur         |
| 15     | Kevin Plesel       | 1987  | 2,02 m | France           | Intérieur         |
| 17     | Prosper Karangwa   | 1970  | 2,01 m | Canada / Burundi | Ailier            |

(C) : Capitaine
Partis en cours de saison
| Numéro | Nom        | Né en | Taille | Nationalité | Poste              |
| 4      | Seth Scott | 1981  | 2,06 m | États-Unis  | Intérieur - Ailier |